# 梅家玲
梅家玲（1959年5月1日—），台灣的中國文學學者。任国立台湾大学中国文学系暨研究所教授，台湾文学研究所所长，教授，台湾大学中国文学研究所博士。主要研究中国文学暨台湾乡土文学。丈夫為中央研究院院士李琳山。